# Glass no Pumps
 (décembre 2023).
Si vous disposez d'ouvrages ou d'articles de référence ou si vous connaissez des sites web de qualité traitant du thème abordé ici, merci de compléter l'article en donnant les références utiles à sa vérifiabilité et en les liant à la section « Notes et références ».
Singles de Maki Gotō
Ima ni Kitto... In My Life
(2006) Some Boys! Touch
(2006)
Glass no Pumps (ガラスのパンプス) est le 15e single en solo de Maki Gotō dans le cadre du Hello! Project, sorti en juin 2006 au Japon.

## Présentation
Le single sort le 7 juin 2006 au Japon sous le label Piccolo Town, écrit et produit par Tsunku. Il atteint la 7e place du classement de l'Oricon. Il se vend à 22 180 exemplaires la première semaine, et reste classé pendant 4 semaines, pour un total de 27 907 exemplaires vendus. Il sort aussi en format "Single V" (DVD), mais pas également en édition limitée contrairement à la plupart des singles de Maki Goto.
La chanson-titre du single figurera sur l'album How to Use Sexy de 2007, puis sur l'album compilation Maki Goto Complete Best Album 2001-2007 de 2010. Deux danseurs masculins apparaissent sur le clip vidéo de la chanson et sur ses prestations scéniques, une première au Hello! Project.

## Liste des titres
Toutes les chansons sont écrites et composées par Tsunku.
| 1. | Glass no Pumps (ガラスのパンプス)                               | Shoichiro Hirata | 4:17 |
| 2. | LOVE Kan Coffee (LOVE缶コーヒー)                                | AKIRA            | 3:33 |
| 3. | Glass no Pumps (instrumental) (ガラスのパンプス (instrumental)) | Shoichiro Hirata | 4:17 |

| 1. | Glass no Pumps (ガラスのパンプス)                                           |  |
| 2. | Glass no Pumps (Dance Shot Version) (ガラスのパンプス (Dance Shot Version)) |  |
| 3. | Making of (メイキング映像)                                                  |  |